# Derhamia hoffmannorum
Derhamia hoffmannorum är en fiskart som beskrevs av Jacques Géry och Axel Zarske 2002. Derhamia hoffmannorum ingår i släktet Derhamia och familjen Lebiasinidae. Inga underarter finns listade i Catalogue of Life.